# Emmanuel Morales
Emmanuel Morales (Departamento de Concepción, Paraguay; 14 de agosto de 1996), es un futbolista paraguayo. Juega de Delantero y su equipo actual es Club Sportivo Luqueño de la Primera División de Paraguay.

## Clubes
| Club                         | País     | Año               |
| ---------------------------- | -------- | ----------------- |
| Olimpia                      | Paraguay | 2016 - 2017       |
| General Díaz (Cedido)        | Paraguay | 2017              |
| Fulgencio Yegros (Cedido)    | Paraguay | 2018              |
| 3 de Febrero (Cedido)        | Paraguay | 2019              |
| Fernando de la Mora (Cedido) | Paraguay | 2019 - 2020       |
| Luqueño (Cedido)             | Paraguay | 2020 - Actualidad |

- Datos: Q55381555

1. ↑  «Emmanuel Morales - Perfil del jugador». www.transfermarkt.mx. Consultado el 8 de enero de 2025.
2. ↑  «Emmanuel David Morales Genes () - Ficha del jugador | Fichajes.com». Fichajes.com : Información sobre los fichajes y actualidad del mundo del fútbol. Consultado el 8 de enero de 2025.